# 第7軍団 (アメリカ軍)
第VII軍団（だいななぐんだん、英語: VII Corps）とは、アメリカ陸軍の軍団。第一次世界大戦、第二次世界大戦の西部戦線、湾岸戦争に参加した。モットーは「ジェイホーク」（「義勇兵」の意、英語: Jayhawk）。
以下本文では便宜上、部隊名を算用数字で「第7軍団」とする。

## 軍団の歴史

### 創設
第7軍団は第一次世界大戦末期の1918年8月19日にフランスのルミルモンで創設され、1919年には活動を休止した。

### 第二次世界大戦期
第7軍団は1940年11月25日にアラバマ州フォート・マッカランで再編され、参戦前アメリカ軍の演習のひとつ、ルイジアナ演習も参加した。
（アメリカが連合国側で参戦した）1941年12月には軍団司令部がカリフォルニア州サンノゼに移転、西部防衛司令部の指揮下に入り、部隊編成や訓練を続けた。
1944年6月のノルマンディー上陸作戦の際、第7軍団はジョーゼフ・ロートン・コリンズ少将指揮のもと、第21軍集団（バーナード・モントゴメリー元帥）における第1軍（コートニー・ホッジス少将）の指揮下にあって、カランタン正面、コード名「ユタ・ビーチ」での上陸を担当し、降下部隊として第101空挺師団と第82空挺師団が配属されていた（ノルマンディー戦の後これらの師団は第18空挺軍団に編入された）。この際の編成は以下の通り。
- 軍団長 – ジョーゼフ・ロートン・コリンズ少将
  -  第4歩兵師団 - レイモンド・オスカー・バートン（英語版）少将
  -  第90歩兵師団（英語版） - ジェイ・ワード・マッケルビー（英語版）准将
  -  第4騎兵連隊（英語版） - ジョセフ・タリー大佐
  -  第82空挺師団 - マシュー・バンカー・リッジウェイ少将
  -  第101空挺師団 - マクスウェル・ダヴェンポート・テイラー少将

7月からの第1軍による攻勢、「コブラ作戦」では第7軍団は攻撃の先鋒を担当した。その後も第7軍団は「バルジの戦い」などフランス・ドイツ両国での戦闘に参加し、終戦後の1946年再び活動を休止した。

### 冷戦期
第7軍団は冷戦中の1950年、ワルシャワ条約機構軍によるドイツ連邦共和国（西ドイツ）侵攻に対処するため、駐西ドイツのNATO軍の部隊のひとつとして再び編成された。軍団司令部はシュトゥットガルトのケリー・バラックスである。
第7軍団はアメリカ第5軍団、西ドイツ第2軍団とともに中央軍集団の指揮下にあって、南部西ドイツの防衛を担当した。当時の編制例は以下の通り。

西ドイツでのアメリカ軍第5、第7軍団の配置図。

- 第7軍団（在シュトゥットガルト）
  -  第1機甲師団（在アンスバッハ）
  -  第1歩兵師団（機械化）（リフォージャー部隊、在カンザス州フォート・ライリー（英語版））
  -  カナダ第1歩兵師団（機械化）（英語版） （在キングストン）
  -  第3歩兵師団（機械化）（在ヴュルツブルク）
  -  第2機甲騎兵連隊（英語版）（在ニュルンベルク）
  - 軍団砲兵（在シュトゥットガルト）
    -  第17野戦砲兵旅団（在アウクスブルク）
    -  第72野戦砲兵旅団（英語版）（在ヴェルトハイム）
    -  第210野戦砲兵旅団（英語版）（在ヘルツォーゲンアウラハ）

  -  第11戦闘航空旅団（英語版）（在イレスハイム（英語版））
  - 第7工兵旅団（在コーンヴェストハイム）
  -  第14憲兵旅団（英語版）（在ルートヴィヒスブルク）
  - 第2支援コマンド（在ネリンゲン（英語版））
  - 第207戦闘情報旅団（在ルートヴィヒスブルク）
  -  第38歩兵師団（州兵）（英語版）（在インディアナポリス）
  - アメリカ空軍第602航空支援グループ[3]（在シュトゥットガルト）

### 湾岸戦争期

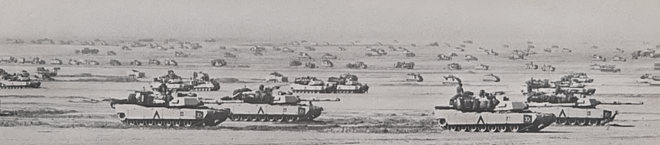
砂漠を進撃する第3機甲師団第1旅団のM1A1戦車と支援車両。

「砂漠の剣作戦」の経過。図中央が第7軍団。

第7軍団は冷戦中、ワルシャワ条約機構軍と砲火を交えることはついになかったが、1990年8月、イラクによるクウェート侵攻ののち、第18空挺軍団に続く第2波の部隊としてサウジアラビアへ派遣された。
当時、第7軍団（フレデリック・フランクス中将指揮）は冷戦期の通常編成よりも多くの部隊を指揮下に置き、4個機甲師団に加えて強力な機甲戦力を構成していた。すなわち、次のような編成である（師団以外省略）。
- 第7軍団 - フレデリック・フランクス中将
  -  第1機甲師団
  -  第3機甲師団（英語版）
  - イギリス第1機甲師団
  -  第1歩兵師団（機械化）
  -  第1騎兵師団
  -  第2機甲騎兵連隊（英語版）

2月24日からの地上戦、「砂漠の剣作戦」では第7軍団は多国籍軍の主攻を担当、側面を第18空挺軍団に守られながらイラク領を進み、転針してクウェート国境に達するという、いわゆる「左フック作戦」を実施した。第2機甲騎兵連隊と共和国親衛隊第3機械化師団「タワカルナ」との間で行われた73イースティングの戦いをはじめとする約100時間の数々に及ぶ戦闘において、第7軍団はイラク陸軍と共和国親衛隊の部隊を蹴散らし、多国籍軍の勝利に貢献した。第7軍団の損害はアメリカ兵・イギリス兵合わせて341名であった。

### 再編と活動休止
湾岸戦争後、第7軍団の大部分の部隊はアメリカ本国に戻り、再編成されるか活動休止になるかした。軍団司令部はドイツに戻り、冷戦後の国防費縮小の一環で廃止されることとなった。一部部隊は第5軍団、あるいはアメリカ欧州陸軍の指揮下に入った。1992年3月18日、シュトットガルトのシュコスプラッツにおいて軍団旗返還の記念式典が行われたのち、.1992年4月、正式に活動を休止した。

## 参考資料
和書
- 河津幸英『湾岸戦争大戦車戦（上）』イカロス出版、2011年。ISBN 978-4863204164。
- 河津幸英『湾岸戦争大戦車戦（下）』イカロス出版、2011年。
- トム・クランシー、フレッド・フランクス・Jr.『トム・クランシー　熱砂の進軍（上）』原書房、1998年。ISBN 978-4562031566。
- トム・クランシー、フレッド・フランクス・Jr.『トム・クランシー　熱砂の進軍（下）』原書房、1998年。

洋書
- Ryan, John (May 1998). Battle Command in the Storm: Lieutenant General Franks and VII Corps. School of Advanced Military Studies United States Army Command and General Staff College
- Casey, Melanie (13 July 2004), "From Helenen Kaserne to Kelley Barracks", Stuttgart Citizen (Stuttgart, Germany): P 10